# Valencisse (comuna suprimida)
Valencisse era una comuna nueva francesa que estaba situada en el departamento de Loir y Cher, de la región de Centro-Valle de Loira.

## Historia
Fue creada el 1 de enero de 2016, en aplicación de una resolución del prefecto de Loir y Cher de 14 de diciembre de 2015 con la unión de las comunas de Molineuf y Orchaise, pasando a estar el ayuntamiento en la antigua comuna de Molineuf.
El 1 de enero de 2017 fue suprimida al fusionarse con la comuna de Chambon-sur-Cisse, pasando sus comunas delegadas a formar parte de la comuna nueva de Valencisse.

## Demografía
| Gráfica de evolución demográfica de Valencisse entre 1800 y 2014 |
|                                                                  |

Los datos entre 1800 y 2014 eran el resultado de sumar los parciales de las dos comunas que formaban la nueva comuna de Valencisse, cuyos datos se han cogido de 1800 a 1999, para las comunas de Molineuf y Orchaise de la página francesa EHESS/Cassini. Los demás datos se han cogido de la página del INSEE.

## Composición
| Comuna delegada | Código INSEE | Población (2013) | Superficie (km²) | Densidad (hab./km²) |
| --------------- | ------------ | ---------------- | ---------------- | ------------------- |
| Molineuf        | 41142        | 784              | 11.02            | 71                  |
| Orchaise        | 41169        | 951              | 20.03            | 47                  |